# Diocèse de Laon
Le diocèse de Laon (en latin : Dioecesis Laudunensis) est un ancien diocèse de l'Église catholique en France. Il est un des diocèses historiques de Picardie. Supprimé en 1801, il n'a pas été rétabli. Depuis 1828, les évêques diocésains de Soissons relèvent le titre d'évêque de Laon. Depuis 2015, Mgr Renauld de Dinechin, évêque diocésain de Soissons, est évêque de Laon.
Sous l'Ancien Régime, l'évêque était duc et pair de Laon. Il participait à la cérémonie du sacre des rois de France lors de laquelle il portait la Sainte Ampoule.

## Histoire
En 1336, l'Évêque Albert de Roye échange le village de Septvaux contre ceux d'Achery et Mayot appartenant à Enguerrand VI de Coucy.
En 1790, la constitution civile du clergé supprime le siège épiscopal de Laon.
À la suite du concordat de 1801, par la bulle Qui Christi Domini du 29 novembre 1801, le pape Pie VII supprime le siège épiscopal de Laon et incorpore le territoire de l'ancien diocèse dans celui de Soissons qui couvre le département de l'Aisne et est suffragant de l'archidiocèse métropolitain de Paris.
Par la bulle Paternae charitatis du 6 octobre 1822, Pie VII rétablit le siège archiépiscopal de Reims.
Le 13 juin 1828, le pape Léon XII autorise les évêques de Soissons à relever le titre d'évêque de Laon.

## Territoire
À la veille de la Révolution française, le diocèse de Laon confinait : au nord, avec l'archidiocèse de Cambrai ; à l'est et du sud-est, avec celui de Reims ; au sud-ouest, avec le diocèse de Soissons ; et, à l'ouest, avec celui de Noyon.
Il couvrait le Laonnois (pagus Laudunensis) et la Thiérache (pagus Theoracensis).
En 1790, lors de la création des départements, les paroisses du diocèse de Laon sont rattachées au département de l'Aisne, hormis Brienne-sur-Aisne et La Neuville-aux-Joutes qui sont réunies à celui des Ardennes.